# Pleißingbach
Der Pleißingbach ist ein rechter Zubringer der Fugnitz bei Pleißing in Niederösterreich.
Der Pleißingbach wird im Oberlauf als Prutzendorfer Bach bezeichnet und entspringt westlich von Rassingdorf beim Roten Kreuz, fließt sodann nach Osten ab, wo er zunächst den aus Starrein kommenden Starreinbach aufnimmt, fließt durch das namensgebende Prutzendorf und gleich darauf nach Weitersfeld und weiter nach Pleißing. Ab hier wird er Pleißingbach genannt und nimmt zugleich von rechts den Alsenbach und den Waschbach als seine bedeutendsten Zubringer auf. Seine Mündung in den Fugnitz erfolgt etwa zwei Kilometer westlich von Waschbach, wobei sein Einzugsgebiet 43,2 km² in teilweise bewaldeter Landschaft umfasst.